# Morszków
Morszków [pronunciación en polaco: /ˈmɔrʂkuf/] es un pueblo ubicado en el distrito administrativo de Gmina Jabłonna Lacka, dentro del Condado de Sokołów, Voivodato de Mazovia, en el este de Polonia central. Se encuentra aproximadamente a 3 kilómetros al suroeste de Jabłonna Lacka, a 14 kilómetros al noreste de Sokołów Podlaski, y a 101 kilómetros al este de Varsovia.